# Décitabine
 (décembre 2014).
Si vous disposez d'ouvrages ou d'articles de référence ou si vous connaissez des sites web de qualité traitant du thème abordé ici, merci de compléter l'article en donnant les références utiles à sa vérifiabilité et en les liant à la section « Notes et références ».
La Decitabine (Dacogen) ou 5-aza-2'-deoxycytidine est un médicament utilisé en Europe dans le traitement de la leucémie aiguë myéloblastique .

## Historique
En 1964, Pliml et Sorm, deux chimistes tchécoslovaques synthétisent la décitabine, un analogue de la 2′-deoxycytidine où le carbone en 5 est remplacé par un atome d'azote. En 1968, Sorm et Vesely rapportent un effet antileucémique sur un modèle murin. Le développement de la molécule s'est ensuite poursuivi à partir de 1984 aux Pays-Bas au sein du New Drug Development Office basé à Amsterdam sous la direction du Dr van Groeningen. 
Le Dacogen a obtenu son autorisation de mise sur le marché américain en 2006 dans le traitement des syndromes myelodysplasiques alors qu'en Europe, depuis 2012, il est utilisé dans une autre indication : la leucémie aiguë myéloblastique .

## Mécanisme d'action
La décitabine est un analogue du désoxynucléotide cytidine qui inhibe les méthyltransférases de l'ADN, entraînant une hypométhylation du promoteur du gène qui peut résulter en une réactivation des gènes suppresseurs de tumeur, une induction de la différenciation cellulaire ou une sénescence cellulaire suivie d'une mort cellulaire programmée.

## Indications
La décitabine est indiquée dans le traitement des Leucémie aiguë myéloblastique pour les patients âgés de plus de 65 ans. 

## Posologie
Une cure de décitabine comprend une administration à la dose de 20 mg/m² passée en perfusion intraveineuse sur 1 heure pendant 5 jours consécutifs.

## Effets indésirables
Infections virales, bactériennes, fongiques (pneumonies, infections urinaires, sepsis, sinusites...)
Toxicité hématologique : Neutropénie, thrombopénie, Anémie
Nausées, vomissements, diarrhées, stomatites
Céphalées, pyréxie, épistaxis

## Études cliniques
Études de phase I
Chez 63 patients atteints de syndrome myélodysplasique, des 7 dosages différents de décitabine étudiés la meilleure réponse totale a été obtenue pour une dose de 15 mg/m² pendant 10 jours. 
Une autre étude a montré la supériorité du protocole utilisant des doses de 20 mg/m² pendant 5 jours consécutifs.
Une combinaison de ces deux protocoles a également été réalisée en administrant 20 mg/m² pendant 10 jours.

Étude de phase II (DACO-017)
Étude ouverte, à bras unique, chez 55 sujets de plus de 60 ans atteints de LAM. En intention de traiter, le taux de rémission complète a été de 23,6 % avec un délai médian pour son obtention de 4,1 mois. La durée médiane de la rémission complète a été de 18,2 mois. La survie globale médiane de la population en intention de traiter était de 7,6 mois (IC à 95 % : 5,7-11,5).

Étude de phase III (DACO-016)
Étude ouverte, randomisée, multicentrique incluant 485 patient répartis en deux groupes, décitabine versus choix thérapeutique laissé au choix du patient (soins palliatifs seul ou cytarabine par voie sous-cutanée administrée pendant 10 jours consécutifs toutes les 4 semaines). La survie globale médiane dans la population en intention de traiter était de 7,7 mois pour les sujets traités par Dacogen et de 5,0 mois pour les sujets du bras contrôle.